# 経疏部 (大正蔵)
経疏部（きょうしょぶ）とは、大正新脩大蔵経において、中国撰述の大乗仏教経典に対する註釈書をまとめた領域のこと。
- 道安、慧遠
- 窺基（法相宗）
- 吉蔵（三論宗）
- 智顗、灌頂、湛然（天台宗）
- 智儼、法蔵、澄観、李通玄（華厳宗）
- 善導（浄土教）
- 元暁

等の註釈書が含まれている。
第17番目の部であり、収録されている典籍ナンバーは1693から1803まで。巻数では33-39巻に相当する。

## 構成

### 巻別
- 経疏部 （一） 第33巻 - No.1693-1717
- 経疏部 （二） 第34巻 - No.1718-1730
- 経疏部 （三） 第35巻 - No.1731-1735
- 経疏部 （四） 第36巻 - No.1736-1743
- 経疏部 （五） 第37巻 - No.1744-1764
- 経疏部 （六） 第38巻 - No.1765-1782
- 経疏部 （七） 第39巻 - No.1783-1803

### 詳細
経疏部 （一） 第33巻 - No.1693-1717
- 1693.『人本欲生経註』
- 1694.『陰持入経註』
- 1695.『大般若波羅蜜多経般若理趣分述讃』
- 1696.『大品遊意』
- 1697.『大慧度経宗要』
- 1698.『金剛般若経疏』（智顗）
- 1699.『金剛般若疏』（吉蔵）
- 1700.『金剛般若経賛述』
- 1701.『金剛般若経疏論纂要』
- 1702.『金剛経纂要刊定記』
- 1703.『金剛般若波羅蜜経註解』
- 1704.『金剛般若波羅蜜経略疏』
- 1705.『仁王護国般若経疏』
- 1706.『仁王護国般若波羅蜜経疏神宝記』
- 1707.『仁王般若経疏』
- 1708.『仁王経疏』
- 1709.『仁王護国般若波羅蜜多経疏』
- 1710.『般若波羅蜜多心経幽賛』
- 1711.『般若波羅蜜多心経賛』
- 1712.『般若波羅蜜多心経略疏』
- 1713.『般若心経略疏連珠記』
- 1714.『般若波羅蜜多心経註解』
- 1715.『法華義記』
- 1716.『妙法蓮華経玄義』
- 1717.『法華玄義釈籤』

経疏部 （二） 第34巻 - No.1718-1730
- 1718.『妙法蓮華経文句』
- 1719.『法華文句記』
- 1720.『法華玄論』
- 1721.『法華義疏(吉蔵)』（吉蔵）
- 1722.『法華遊意』
- 1723.『妙法蓮華経玄賛』
- 1724.『法華玄賛義決』
- 1725.『法華宗要』
- 1726.『観音玄義』
- 1727.『観音玄義記』
- 1728.『観音義疏』
- 1729.『観音義疏記』
- 1730.『金剛三昧経論』

経疏部 （三） 第35巻 - No.1731-1735
- 1731.『華厳遊意』
- 1732.『大方広仏華厳経捜玄分斉通智方規』
- 1733.『華厳経探玄記』
- 1734.『花厳経文義綱目』
- 1735.『大方広仏華厳経疏』

経疏部 （四） 第36巻 - No.1736-1743
- 1736.『大方広仏華厳経随疏演義鈔』
- 1737.『大華厳経略策』
- 1738.『新訳華厳経七処九会頌釈章』
- 1739.『新華厳経論』
- 1740.『大方広仏華厳経中巻巻大意略叙』
- 1741.『略釈新華厳経修行次第決疑論』
- 1742.『大方広仏華厳経願行観門骨目』
- 1743.『皇帝降誕日於麟徳殿講大方広仏華厳経玄義一部』

経疏部 （五） 第37巻 - No.1744-1764
- 1744.『勝鬘宝窟』
- 1745.『無量寿経義疏』（慧遠）
- 1746.『無量寿経義疏』（吉蔵）
- 1747.『両巻無量寿経宗要』
- 1748.『無量寿経連義述文賛』
- 1749.『観無量寿経義疏』（慧遠）
- 1750.『観無量寿仏経疏』（智顗）
- 1751.『観無量寿仏経疏妙宗鈔』
- 1752.『観無量寿経義疏』（吉蔵）
- 1753.『観無量寿仏経疏』
- 1754.『観無量寿仏経義疏』
- 1755.『阿弥陀経義記』
- 1756.『阿弥陀経義述』
- 1757.『阿弥陀経疏』（基）
- 1758.『阿弥陀経通賛疏』
- 1759.『阿弥陀経疏』（元暁）
- 1760.『阿弥陀経疏』（智円）
- 1761.『阿弥陀経義疏』（元照）
- 1762.『阿弥陀経要解』
- 1763.『大般涅槃経集解』
- 1764.『大般涅槃経義記』

経疏部 （六） 第38巻 - No.1765-1782
- 1765.『大般涅槃経玄義』
- 1766.『涅槃玄義発源機要』
- 1767.『大般涅槃経疏』
- 1768.『涅槃経遊意』
- 1769.『涅槃宗要』
- 1770.『本願薬師経古迹』
- 1771.『弥勒経遊意』
- 1772.『観弥勒上生兜率天経賛』
- 1773.『弥勒上生経宗要』
- 1774.『三弥勒経疏』
- 1775.『注維摩詰経』
- 1776.『維摩義記』
- 1777.『維摩経玄疏』
- 1778.『維摩経略疏』
- 1779.『維摩経略疏垂裕記』
- 1780.『浄名玄論』
- 1781.『維摩経義疏』
- 1782.『説無垢称経疏』

経疏部 （七） 第39巻 - No.1783-1803
- 1783.『金光明経玄義』
- 1784.『金光明経玄義拾遺記』
- 1785.『金光明経文句』
- 1786.『金光明経文句記』
- 1787.『金光明経疏』（吉蔵）
- 1788.『金光明最勝王経疏』（慧沼）
- 1789.『楞伽阿跋多羅宝経註解』
- 1790.『入楞伽心玄義』
- 1791.『注大乗入楞伽経』
- 1792.『盂蘭盆経疏』
- 1793.『温室経義記』
- 1794.『註四十二章経』
- 1795.『大方広円覚修多羅了義経略疏註』
- 1796.『大毘盧遮那成仏経疏』
- 1797.『大毘盧遮那経供養次第法疏』
- 1798.『金剛頂経大瑜伽秘密心地法門義訣』
- 1799.『首楞厳義疏注経』
- 1800.『請観音経疏』
- 1801.『請観音経疏闡義鈔』
- 1802.『十一面神呪心経義疏』
- 1803.『仏頂尊勝陀羅尼経教跡義記』